# 中国医学科学院学报
《中国医学科学院学报》创刊于1979年，是中国大陆医药卫生科技类双月刊，编辑部位于北京市。此刊物由中国医学科学院，北京协和医学院主办。
《中国医学科学院学报》在2018年被中华人民共和国国家新闻出版广电总局新闻报刊司评为2017年全国“百强报刊”。